# Ermin Zec
Ermin Zec (Bugojno, 28. ožujka 1988.) bivši je bosanskohercegovački nogometaš.

## Klupska karijera

### Početci i HNK Šibenik
Ermin Zec nogometnu karijeru započeo je u NK Iskri iz rodnoga Bugojna a 2007. godine prešao je u HNK Šibenik. U prosincu 2009. godine proglašen je za najboljega nogometaša u Bosni i Hercegovini do 21. godine. kao i najboljega igrača u 1. HNL po izboru t-portala i kapetana momčadi klubova 1. HNL. Nedugo nakon nagrade izbila je sablazan jer se otkrilo kako mu vodstvo kluba nije osiguralo produljenje radne dozvole.

### Gençlerbirliği S.K.
U ljeto 2010. godine za 2 milijuna € prešao je u turski nogometni klub Gençlerbirliği S.K.

### HNK Rijeka
Nakon četiri godine provedene u Turskoj, Zec se vraća u Hrvatsku i prelazi u HNK Rijeku u rujnu 2014. Nakon nekoliko nesporazuma s trenerom Matjažom Kekom, Zec odlazi nakon nekoliko mjeseci.

### Balıkesirspor
Nakon HNK Rijeke je našao novi angažman opet u Turskoj s Balıkesirsporom. Ovdje potpisuje ugovor na tri i pol godine.

### Gabala FK
U srpnju 2015., Zec potpisuje jednogodišnji ugovor s azerbajdžanskim klubom Gabala FK.

### Karabükspor
U svibnju 2016. je Zec napustio Gabalu te potpisao za turski Karabükspor.

### Gaziantepspor
Bivši bosanskohercegovački reprezentativac je se u kolovozu 2017. godine pridružio turskom drugoligašu Gaziantepsporu.

### Željezničar
Nakon dvanaest godina u inozemnim klubovima, Zec potpisuje za FK Željezničar Sarajevo u siječnju 2019. godine.

## Reprezentativna karijera
Dobrim igrama u HNK Šibeniku privukao je pozornost tadašnjega izbornika bosanskohercegovačke reprezentacije Miroslava Blaževića koji ga poziva na prijateljski ogled sa slovenskom reprezentacijom u kojem je i debitirao ulaskom s klupe u 77. minuti. Zanimljivo je to što je zbog izostanaka mnogih inače standardnih igrača reprezentacije morao igrati u obrani, na mjestu braniča.

## Priznanja

### Individualna
- 2009.: Najbolji igrač Prve HNL, u izboru kapetana klubova Prve HNL.
- 2009.: Proglašen je za najboljega nogometaša u BiH do 21 godine.

## Vanjske poveznice
- Interviju za Index.hr